# BuzzFeed
BuzzFeed, Inc. là công ty tin tức, truyền thông và giải trí trực tuyến có trụ sở tại New York, Mỹ. Công ty này được Jonah Peretti và John S. Johnson III thành lập vào năm 2006, ban đầu tập trung vào các tin tức, meme, video, hình ảnh theo trào lưu.